# Departamento Antofagasta de la Sierra
Antofagasta de la Sierra es un departamento de la provincia de Catamarca en Argentina. El departamento tiene una superficie de 28 097 km². Es el menos poblado de la provincia y a su vez es el departamento más extenso de toda la Región Norte de Argentina. 
Catastralmente, se divide en tres distritos: Antofagasta de la Sierra, El Peñón y Los Nacimientos.

## Historia
Por el tratado del 10 de mayo de 1889 con Bolivia, Argentina renunció a su reclamo sobre Tarija y parte del Chaco Boreal, y Bolivia, en compensación, le cedió la Puna de Atacama, que se encontraba en poder de Chile luego de la guerra del Pacífico (1879-1883). Esta acción boliviana le otorgaba a  Argentina un territorio que formó parte del Virreinato del Río de la Plata, pero que de hecho estaba en manos de Chile. Como Chile se negara a entregar los territorios cedidos por Bolivia, se decidió someter la cuestión al arbitraje del diplomático estadounidense William Insco Buchanan, que en 1899 otorgó a Argentina el 75% del territorio en disputa y el resto a Chile. Por la Ley N.º 3906 del 9 de enero de 1900 se organizó el Territorio Nacional de Los Andes. Por decreto del 12 de mayo de 1900 el Poder Ejecutivo Nacional dividió al Territorio de los Andes en tres departamentos administrativos, siendo el más meridional el de Antofagasta de la Sierra, cuya cabecera era el poblado de Antofagasta de la Sierra.
Luego de la incorporación de San Antonio de los Cobres, el decreto del 19 de mayo de 1904 señaló los límites de los cuatro departamentos:

X.— LOS ANDES.
 Art. 16. Queda dividido el Territorio de Los Andes en cuatro departamentos, con los nombres y límites siguientes: (...)
 III. — ANTOFAGASTA DE LA SIERRA
 Capital: Caserío del mismo nombre.
 Norte — Límite Sur del Departamento Pastos Grandes.
 Este — La Cordillera Oriental hasta el Cerro Ratones.
 Sur — Cordillera de San Buenaventura.
 Oeste— Límite con Chile.

El 21 de septiembre de 1943 fue disuelta la Gobernación de los Andes y Catamarca recibió el departamento de Antofagasta de la Sierra:

Art. 1º- El territorio nacional de Los Andes se dividirá en tres fracciones que comprenderán: (...) 3ª) Departamento de Antofagasta de la Sierra, que pasará a formar parte de la Provincia de Catamarca. (...)

El 16 de octubre de 1943 Catamarca tomó posesión de Antofagasta de la Sierra y el 26 de enero de 1944, mediante el decreto provincial N.º 107, declaró su anexión a la provincia.

## Geografía
Debido a que su territorio corresponde al sector más meridional de la Puna de Atacama el clima es riguroso, frío y muy seco, con temperaturas mínimas muy por debajo de 0 °C, una amplitud térmica diaria que supera los 30 °C y precipitaciones inferiores a los 200 mm anuales.
La el paisaje se caracteriza por grandes salares, entre ellos el Salar del Hombre Muerto en el cual se explota litio y el Salar de Antofalla (encerrado entre las Sierras de Antofalla  y las Sierras de Calalaste). Este último tiene la característica de ser el salar más largo del mundo, con 163 km de largo y un ancho máximo de 12 km.
También se encuentra la zona protegida Reserva de biosfera Laguna Blanca en donde habitan especies de flamencos rosados (parinas), zorros, suris (ñandú pequeño), vicuñas y otros camélidos (auquénidos). Esta reserva cuenta con una superficie poco menor al millón de hectáreas.
Si bien en general la región es extremadamente árida, se pueden encontrar zonas con pastizales denominadas vegas, las mismas deben su verdor a los pequeños ríos que allí se encuentran entre los cuales se destacan el Río de los Patos y el Río Punilla. Además de los ríos se destacan la presencia de lagunas; entre ellas se encuentran las lagunas de Antofagasta y la Alumbrera (cerca de la Villa de Antofagasta de la Sierra y al pie de los volcanes homónimos), la Laguna Blanca, Laguna Grande y Laguna Diamante.
En esta zona se destacan la presencia de grandes volcanes  entre los cuales encontramos el Antofalla, el Carachi Pampa, el Antofagasta, La Alumbrera y el volcán Galán, siendo este último la caldera más grande del mundo producto de una colosal explosión.
El departamento Antofagasta de la Sierra se caracteriza por la presencia de más de 200 volcanes y campos de piedra pómez lo que confirma que en el pasado existió una actividad volcánica considerable. Es una zona rica en minerales. Antiguamente, se explotaba oro en las minas Incahuasi. 

### Localidades y parajes
La localidad de Antofagasta de la Sierra es la cabecera del departamento. Concentra aproximadamente el 50% de la población del departamento, (730 habitantes según el censo de 2010) siguiéndole en importancia el poblado de El Peñón ubicado a 63 km hacia el sur. Las pequeñas localidades de Antofalla y Los Nacimientos tienen poblaciones de menos de 50 habitantes.
| Localidades (Población al año 2010)                                                                           | Parajes |
| - Antofagasta de la Sierra (730 hab.) - El Peñón (263 hab.) - Los Nacimientos (43 hab.) - Antofalla (45 hab.) | - Agua Caliente - Aguas Blancas - Barrialto - Calaste - Campo Negro - Cara Ciénaga (4.257 m s. n. m.) - Carachi Pampa - Corral Grande - El Jote - Incahuasi - La Cortaderita - Laguna Grande - Las Quinuas - Los Colorados - Mariguaca - Paycuqui - Salar del Hombre Muerto - Varas (4.314 m s. n. m.) - Vega de la Laguna |

## Demografía
Cuenta con 2022 habitantes (Indec, 2022), lo que representa un incremento del 40.8% frente a los 1436 habitantes (Indec, 2010) del censo anterior.
La cifra ubicó al departamento como el de mayor crecimiento y a la vez el menos poblado y denso de Catamarca, seguido por los de Ancasti y Antofagasta de la Sierra.
| Gráfica de evolución demográfica de Departamento Antofagasta de la Sierra entre 1991 y 2022 |
|                                                                                             |
| Fuente: censos nacionales del INDEC                                                         |

## Vías de comunicación
Las vías de comunicación hacia Antofagasta de la Sierra están dadas por la ruta provincial 43, la cual une esta localidad con la localidad de El Peñón (dentro del Departamento). Se comunica al norte con la localidad de Salar de Pocitos (Salta) y mediante la combinación de rutas se llega a la localidad de San Antonio de los Cobres. Hacia el sur la ruta 43 se comunica con las poblaciones de Barranca Larga y Villa Vil (ya estas en el Departamento Belén) y se conecta con la RN 40, en el paraje El Eje. Esta última conduce en sentido noreste hacia los Valles Calchaquíes o en sentido suroeste hacia la ciudad de Belén y se encuentra completamente pavimentada.
El primer tramo de esta superficie comienza pocos kilómetros después de El Eje y termina al pie de la cuesta de Randolfo (con la excepción de su traza por el poblado de Villa Vil, en donde la ruta está asfaltada). Ese tramo presenta varios badenes que cruzan diferentes cursos de agua, siendo potencialmente dificultoso su tránsito en verano por las crecidas de los mismos tras la caída de lluvias (ya que esta es la temporada húmeda). Desde el comienzo de la cuesta de Randolfo hasta la zona de la Reserva de la Biósfera Laguna Blanca el camino se encuentra asfaltado. Un tercer tramo, que comienza en la zona de la Reserva Laguna Blanca y continúa hasta llegar a Antofagasta de la Sierra, tiene una superficie «pre asfáltica». Es decir, que fue rociado con el material que se dispone antes de colocar la malla asfáltica. Debido a que esto ocurrió hace varios años, esta superficie está deteriorada en varios tramos, lo que implica tener que circular con extrema precaución. Al salir de Antofagasta de la Sierra, la ruta retoma su superficie enripiada hacia el norte. Últimamente, se está proyectando un asfaltado de la ruta con roca de origen basáltico, la obra ya se encuentra en ejecución y ya hay poco más de 5 km hechos con este material.
Antofagasta de la Sierra también cuenta con un aeródromo ampliado y renovado en 2018.